# Berești-Tazlău
Berești-Tazlău è un comune della Romania di 5 805 abitanti, ubicato nel distretto di Bacău, nella regione storica della Moldavia.
Il comune è formato dall'unione di 7 villaggi: Berești-Tazlău, Boșoteni, Enăchești, Prisaca, Romănești, Tescani, Turluianu.